# 大气质量 (太阳能)
大气质量（air mass（页面存档备份，存于）, 常缩写为AM）用来描述大气对地球表面接收太阳光的影响程度。 大气质量为零(即AM＝0时)指在地球大气层以外的空间一平面受太阳光的影响程度。
大气质量定义公式：
AM ≈ 1/cos(θ)， 其中θ為太陽傾斜的角度(與法線的夾角)。